# Copa do Montenegro de Voleibol Feminino
Copa Montenegrina de Voleibol Feminino é um torneio organizado pela OSCG. Foi criado em 2006.